# Anolis forresti
Espèce
Synonymes
- Ctenonotus forresti (Barbour, 1923)
- Anolis wattsi forresti Barbour, 1923

Anolis forresti est une espèce de sauriens de la famille des Dactyloidae. 

## Répartition
Cette espèce est endémique de Barbuda à Antigua-et-Barbuda.

## Taxinomie
Décrite comme espèce Anolis forresti a été considérée comme la sous-espèce Anolis wattsi forresti, elle a été rétablie au rang d'espèce par Roughgarden.

## Publication originale
- Barbour, 1923 : West Indian investigations of 1922. Occasional Papers of the Museum of Zoology, University of Michigan, no 132, p. 1-9 (texte intégral).